# Velika nagrada Kanade 2011
Velika nagrada Kanade 2011 je bila sedma dirka Svetovnega prvenstva Formule 1 v sezoni 2011. Odvijala se je 12. junija 2011 na cestnem dirkališču Circuit Gilles Villeneuve v Montrealu. Zmagal je Jenson Button, McLaren-Mercedes, drugo mesto je osvojil Sebastian Vettel, tretje pa Mark Webber, oba Red Bull-Renault.

## Rezultati

### Kvalifikacije
| Poz | Št | Dirkač             | Konstruktor          | 1. del   | 2. del   | 3. del   | Št. m. |
| --- | -- | ------------------ | -------------------- | -------- | -------- | -------- | ------ |
| 1   | 1  | Sebastian Vettel   | Red Bull-Renault     | 1:14,011 | 1:13,486 | 1:13,014 | 1      |
| 2   | 5  | Fernando Alonso    | Ferrari              | 1:13,822 | 1:13,672 | 1:13,199 | 2      |
| 3   | 6  | Felipe Massa       | Ferrari              | 1:14,026 | 1:13,431 | 1:13,217 | 3      |
| 4   | 2  | Mark Webber        | Red Bull-Renault     | 1:14,375 | 1:13,654 | 1:13,429 | 4      |
| 5   | 3  | Lewis Hamilton     | McLaren-Mercedes     | 1:14,114 | 1:13,926 | 1:13,565 | 5      |
| 6   | 8  | Nico Rosberg       | Mercedes             | 1:14,920 | 1:13,950 | 1:13,814 | 6      |
| 7   | 4  | Jenson Button      | McLaren-Mercedes     | 1:14,374 | 1:13,955 | 1:13,838 | 7      |
| 8   | 7  | Michael Schumacher | Mercedes             | 1:14,970 | 1:14,242 | 1:13,864 | 8      |
| 9   | 9  | Nick Heidfeld      | Renault              | 1:15,096 | 1:14,467 | 1:14,062 | 9      |
| 10  | 10 | Vitalij Petrov     | Renault              | 1:14,699 | 1:14,354 | 1:14,085 | 10     |
| 11  | 15 | Paul di Resta      | Force India-Mercedes | 1:14,874 | 1:14,752 |          | 11     |
| 12  | 12 | Pastor Maldonado   | Williams-Cosworth    | 1:15,585 | 1:15,043 |          | 12     |
| 13  | 16 | Kamui Kobajaši     | Sauber-Ferrari       | 1:15,694 | 1:15,285 |          | 13     |
| 14  | 14 | Adrian Sutil       | Force India-Mercedes | 1:14,931 | 1:15,287 |          | 14     |
| 15  | 18 | Sébastien Buemi    | Toro Rosso-Ferrari   | 1:15,901 | 1:15,334 |          | 15     |
| 16  | 11 | Rubens Barrichello | Williams-Cosworth    | 1:15,331 | 1:15,361 |          | 16     |
| 17  | 17 | Pedro de la Rosa   | Sauber-Ferrari       | 1:16,229 | 1:15,587 |          | 17     |
| 18  | 19 | Jaime Alguersuari  | Toro Rosso-Ferrari   | 1:16,294 |          |          | B      |
| 19  | 21 | Jarno Trulli       | Lotus-Renault        | 1:16,745 |          |          | 18     |
| 20  | 20 | Heikki Kovalainen  | Lotus-Renault        | 1:16,786 |          |          | 19     |
| 21  | 23 | Vitantonio Liuzzi  | HRT-Cosworth         | 1:18,424 |          |          | 20     |
| 22  | 24 | Timo Glock         | Virgin-Cosworth      | 1:18,537 |          |          | 21     |
| 23  | 22 | Narain Kartikejan  | HRT-Cosworth         | 1:18,574 |          |          | 22     |
| 24  | 25 | Jérôme d'Ambrosio  | Virgin-Cosworth      | 1:19,414 |          |          | 23     |

### Dirka
| Poz | Št | Dirkač             | Konstruktor          | Krogi | Čas/Odstop  | Št. m. | Toč |
| --- | -- | ------------------ | -------------------- | ----- | ----------- | ------ | --- |
| 1   | 4  | Jenson Button      | McLaren-Mercedes     | 70    | 4:04:39,537 | 7      | 25  |
| 2   | 1  | Sebastian Vettel   | Red Bull-Renault     | 70    | +2,709      | 1      | 18  |
| 3   | 2  | Mark Webber        | Red Bull-Renault     | 70    | +13,828     | 4      | 15  |
| 4   | 7  | Michael Schumacher | Mercedes             | 70    | +14,219     | 8      | 12  |
| 5   | 10 | Vitalij Petrov     | Renault              | 70    | +20,395     | 10     | 10  |
| 6   | 6  | Felipe Massa       | Ferrari              | 70    | +33,225     | 3      | 8   |
| 7   | 16 | Kamui Kobajaši     | Sauber-Ferrari       | 70    | +33,270     | 13     | 6   |
| 8   | 19 | Jaime Alguersuari  | Toro Rosso-Ferrari   | 70    | +35,964     | PL     | 4   |
| 9   | 11 | Rubens Barrichello | Williams-Cosworth    | 70    | +45,117     | 16     | 2   |
| 10  | 18 | Sébastien Buemi    | Toro Rosso-Ferrari   | 70    | +47,056     | 15     | 1   |
| 11  | 8  | Nico Rosberg       | Mercedes             | 70    | +50,454     | 6      |     |
| 12  | 17 | Pedro de la Rosa   | Sauber-Ferrari       | 70    | +1:03,607   | 17     |     |
| 13  | 23 | Vitantonio Liuzzi  | HRT-Cosworth         | 69    | +1 krog     | 20     |     |
| 14  | 25 | Jérôme d'Ambrosio  | Virgin-Cosworth      | 69    | +1 krog     | 23     |     |
| 15  | 24 | Timo Glock         | Virgin-Cosworth      | 69    | +1 krog     | 21     |     |
| 16  | 21 | Jarno Trulli       | Lotus-Renault        | 69    | +1 krog     | 18     |     |
| 17  | 22 | Narain Kartikejan  | HRT-Cosworth         | 69    | +1 krog     | 22     |     |
| 18  | 15 | Paul di Resta      | Force India-Mercedes | 67    | Trčenje     | 11     |     |
| Ods | 12 | Pastor Maldonado   | Williams-Cosworth    | 61    | Zavrten     | 12     |     |
| Ods | 9  | Nick Heidfeld      | Renault              | 55    | Zavrten     | 9      |     |
| Ods | 14 | Adrian Sutil       | Force India-Mercedes | 49    | Trčenje     | 14     |     |
| Ods | 5  | Fernando Alonso    | Ferrari              | 36    | Trčenje     | 2      |     |
| Ods | 20 | Heikki Kovalainen  | Lotus-Renault        | 28    | Pog. gred   | 19     |     |
| Ods | 3  | Lewis Hamilton     | McLaren-Mercedes     | 7     | Trčenje     | 5      |     |